# Geshan (köpinghuvudort i Kina, Zhejiang Sheng, lat 29,29, long 120,44)
Geshan (kinesiska: 歌山, 歌山镇) är en köpinghuvudort i Kina. Den ligger i provinsen Zhejiang, i den östra delen av landet, omkring 110 kilometer söder om provinshuvudstaden Hangzhou. Antalet invånare är 29 788. Befolkningen består av 16 030 kvinnor och 13 758 män. Barn under 15 år utgör 15,0 %, vuxna 15-64 år 40 %, och äldre över 65 år 218 %.
Runt Geshan är det tätbefolkat, med 427 invånare per kvadratkilometer. Närmaste större samhälle är Hengdian, 18,8 km sydväst om Geshan. Trakten runt Geshan består till största delen av jordbruksmark.
Genomsnittlig årsnederbörd är 2 143 millimeter. Den regnigaste månaden är juni, med i genomsnitt 396 mm nederbörd, och den torraste är januari, med 70 mm nederbörd.